# 霍華德萊克 (明尼蘇達州)
霍華德萊克（英語：Howard Lake）是一個位於美國明尼蘇達州賴特縣的城市。

## 人口
根據2020年美國人口普查的數據，霍華德萊克的面積為4.94平方千米，當中陸地面積為4.80平方千米，而水域面積為0.14平方千米。當地共有人口2071人，而人口密度為每平方千米419人。